# Чубаров Федір Михайлович
Федір Михайлович Чубаров (серпень 1906, місто Луганськ — листопад 1981, місто Москва, тепер Російська Федерація) — радянський партійний діяч, 1-й секретар Тюменського обласного комітету ВКП(б). Депутат Верховної ради СРСР 2-го скликання.

## Біографія
Народився в родині робітника-токаря Луганського паровозобудівного заводу Михайла Калинича Чубарова.
З 1921 до вересня 1925 року — слюсар-машиніст Луганського паровозобудівного заводу імені Жовтневої революції. У 1921 році вступив до комсомолу, служив добровольцем у частинах особливого призначення.
З вересня 1925 до 1926 року навчався в Луганській окружній школі радянського і партійного будівництва.
Член ВКП(б) з 1926 року.
У 1926—1928 роках — слюсар-машиніст Луганського паровозобудівного заводу імені Жовтневої революції. Обирався секретарем Жовтневого районного комітету ЛКСМУ міста Луганська.
Закінчив курси із підготовки до вищого технічного навчального закладу. У 1929—1930 роках — студент Московського інституту сходознавства імені Наріманова. У 1931—1933 роках — студент Московського механіко-машинобудівного інституту імені Баумана.
У 1933—1936 роках — помічник начальника політичного відділу із комсомолу зернорадгоспу імені Шевченка Дніпропетровської області; заступник начальника політичного відділу зернорадгоспу імені Ворошилова Донецької області.
У 1936—1938 роках — начальник політичного відділу зернорадгоспу імені Кірова Кримської АРСР.
У 1938—1939 роках — начальник відділу кадрів політичного управління при Народному комісаріаті радгоспів СРСР.
У 1939—1940 роках — слухач Академії машинобудування імені Л. М. Кагановича в Москві.
У 1940—1941 роках — відповідальний контролер Комісії партійного контролю при ЦК ВКП(б).
У 1941—1944 роках — уповноважений Комісії партійного контролю при ЦК ВКП(б) по Кіровській області, Новосибірській області і Казахській РСР.
У серпні 1944 — вересні 1949 року — 1-й секретар Тюменського обласного комітету ВКП(б). Одночасно з серпня 1944 до вересня 1949 року — 1-й секретар Тюменського міського комітету ВКП(б).
У вересні 1949 — 1952 року — слухач Вищої партійної школи при ЦК ВКП(б).
У 1952—1953 роках — начальник Політичного відділу і заступник начальника Сталінградської залізниці.
У 1953—1956 роках — начальник Політичного відділу і заступник начальника Московсько-Рязанської залізниці.
У 1956—1957 роках — начальник Управління керівних кадрів і навчальних закладів Міністерства машинобудування СРСР.
У 1957—1958 роках — начальник господарського відділу Державного планового комітету Ради міністрів СРСР.
У 1958—1959 роках — керуючий справами Державного планового комітету Ради міністрів СРСР.
Потім — секретар комітету КПРС Державного планового комітету Ради міністрів СРСР.
У 1962—1980 роках — начальник відділу кадрів, секретар комітету КПРС Всесоюзної академії зовнішньої торгівлі в Москві.
З 1980 року — персональний пенсіонер у Москві.
Помер у листопаді 1981 року.